# Municipio de Sadsbury (condado de Chester)
El municipio de Sadsbury (en inglés: Sadsbury Township) es un municipio ubicado en el condado de Chester en el estado estadounidense de Pensilvania. En el año 2000 tenía una población de 2582 habitantes y una densidad poblacional de 159,6 personas por km².

## Geografía
El municipio de Sadsbury se encuentra ubicado en las coordenadas 39°58′40″N 75°53′57″O / 39.97778, -75.89917.

## Demografía
Según la Oficina del Censo en 2000 los ingresos medios por hogar en la localidad eran de $51 288 y los ingresos medios por familia eran de $55 288. Los hombres tenían unos ingresos medios de $40 321 frente a los $30 139 para las mujeres. La renta per cápita de la localidad era de $21 114. Alrededor del 4,9% de la población estaba por debajo del umbral de pobreza.